# 在日タンザニア人
在日タンザニア人（ざいにちタンザニアじん）は、日本に一定期間在住するタンザニア国籍の人々である。

## 統計
日本の法務省の在留外国人統計によると、2023年12月末時点で在日タンザニア人は551人である。
在留資格別（3位まで）
| 順位 | 在留資格 | 人数 |
| ---- | -------- | ---- |
| 1    | 永住者   | 143  |
| 2    | 留学     | 105  |
| 3    | 家族滞在 | 88   |

都道府県別（3位まで）
| 順位 | 都道府県 | 人数 |
| ---- | -------- | ---- |
| 1    | 神奈川   | 143  |
| 2    | 東京     | 90   |
| 3    | 千葉     | 37   |

## 著名人
- ハシーム・サビート